# Centro Nacional de Alto Rendimiento Femenino
El Centro Nacional de Alto Rendimiento para la práctica de fútbol femenino, ubicado en San Felipe, estado Yaracuy, Venezuela, y que lleva por nombre Evelio Hernández, es una instalación deportiva que funciona como lugar de concentración, evaluación, alojamiento y preparación de las seleccionadas de fútbol venezolanas. El recinto fue inaugurado el 4 de octubre de 2019, y le fue dado por nombre el de Evelio Hernández, uno de los mayores dirigentes de la región, expresidente de la Asociación de Fútbol del estado Yaracuy y uno de los principales impulsores del fútbol femenino en el estado.
Se convirtió en el primer Centro de Entrenamiento solo para fútbol femenino de Sudamérica, y fue construido con recursos del programa de desarrollo Forward de la FIFA en solo año y tres meses. Está compuesto por una cancha de grama sintética, con sus respectivas medidas oficiales y requerimientos FIFA. A un lado de la cancha, en su parte interior, se ubica el edificio central compuesta por dos salas de reuniones, una oficina administrativa, de seguridad, información, taquilla y tienda de suvenir. A su vez hay dos camerinos, sala de masajes, sala de árbitros y consultorios de control de dopaje. El aforo total comprendido en una tribuna principal y otra pequeña detrás de uno de sus arcos es de 1123 espectadores sentados con las respectivas áreas VIP, cinco sectores de sillas, aparte del palco de prensa y caseta de transmisión.